# Birgit Lütje-Klose
Birgit Lütje-Klose (* 1962)  ist eine deutsche Erziehungswissenschaftlerin und Hochschullehrerin für Sonderpädagogik an der Universität Bielefeld.
Lütje-Klose studierte Sonderpädagogik an der Universität Hannover bis 1989 und legte das Diplom für Erziehungswissenschaft im Schwerpunkt Sprachbehindertenpädagogik 1991 ab. 1996 wurde sie in Hannover mit der Dissertation „Wege integrativer Sprach- und Kommunikationsförderung in der Schule – Konzeptionelle Entwicklungen und ihre Einschätzung durch amerikanische und deutsche ExpertInnen“ promoviert. Im Jahr 1998 legte sie das 2. Staatsexamen ab. Von 1998 bis 2001 war sie Lehrerin für sonderpädagogische Förderung an einer Förderschule Lernen und einer Grundschule mit gemeinsamem Lernen in Hannover. Seit 2007 lehrt sie an der Universität Bielefeld Sonderpädagogik mit dem Schwerpunkt Heterogenität, seit 2016 ist sie Professorin für Erziehungswissenschaft mit dem Schwerpunkt schulische Inklusion und sonderpädagogische Professionalität. Von 2019 bis 2023 war sie Prorektorin für Studium & Lehre an der Universität Bielefeld.
Ihre Schwerpunkte sind multiprofessionelle Kooperation an inklusiven Schulen, Professionalisierung von Lehrkräften für inklusive Schul- und Unterrichtsentwicklung, Wohlbefinden und soziale Partizipation von Schülern mit und ohne sonderpädagogische Unterstützungsbedarfe an inklusiven und Förderschulen, Diagnostik und Förderplanung für Kinder mit Lern- und Entwicklungsbeeinträchtigungen.
Lütje-Klose ist Mitglied der Ständigen Wissenschaftlichen Kommission der KMK. Zuvor war sie mit Kai Maaz und Till-Sebastian Idel (Universität Oldenburg) mit der Evaluation der Inklusion an Bremer Oberschulen beauftragt.

## Veröffentlichungen
- mit Rolf Werning: Einführung in die Pädagogik bei Lernbeeinträchtigungen: mit zahlreichen Übungsaufgaben. 4., überarbeitete  Auflage. Nr. 2391. Ernst Reinhardt Verlag, München, Basel 2016, ISBN 978-3-8252-4726-3.
- Lütje-Klose u. a. (Hrsg.): Inklusion: Profile für die Schul- und Unterrichtsentwicklung in Deutschland, Österreich und der Schweiz: theoretische Grundlagen, empirische Befunde, Praxisbeispiele. Band 2. Waxmann, Münster, New York 2017, ISBN 978-3-8309-3565-0.
- Menschenrechtliche, sozialtheoretische und professionsbezogene Perspektiven. Band 1. Verlag Julius Klinkhardt, Bad Heilbrunn 2017, ISBN 978-3-7815-2159-9.
- Idel T-S, Lütje-Klose B, Grüter S, Mettin C, Meyer A, Neumann P, Büttner G, Hasselhorn M, Schneider W: Inklusion im Bremer Schulsystem. In: Zweigliedrigkeit und Inklusion im empirischen Fokus.  Ergebnisse der Evaluation der Bremer Schulreform. Hg. mit Kai Maaz, Marcus Hasselhorn, Till-Sebastian Idel, Eckhard Klieme, Petra Stanat, Marko Neumann, Anna Bachsleitner, Lühe J, Stefan Schipolowski.  Münster: Waxmann 2019:  S. 121–161. ISBN 978-3-8309-3964-1.
- mit Benjamin Edelstein, Janka Goldan: Behinderung und Bildungsungleichheiten. Ein Interview von Benjamin Edelstein mit den Inklusionsforscherinnen Birgit Lütje-Klose und Janka Goldan. In: Bundeszentrale für politische Bildung. 2023 (uni-bielefeld.de [abgerufen am 15. Oktober 2023]). Bundeszentrale für politische Bildung: Behinderung und Bildungsungleichheiten. 13. März 2023, abgerufen am 15. Oktober 2023.
- mit Elke Wild u. a.: Kooperation in inklusiven Schulen: Ein Praxishandbuch zur Zusammenarbeit in multiprofessionellen Teams und mit Eltern, 2024, ISBN 978-3-8376-6068-5.

## Einzelbelege
1. ↑  Birgit Lütje-Klose. Abgerufen am 15. Oktober 2023.
2. ↑  Antje Stürmann: Rahmenbedingungen gut, Ausstattung schlecht. 5. März 2018, abgerufen am 15. Oktober 2023.

| Personendaten    | Personendaten                                              |
| ---------------- | ---------------------------------------------------------- |
| NAME             | Lütje-Klose, Birgit                                        |
| KURZBESCHREIBUNG | deutsche Erziehungswissenschaftlerin und Hochschullehrerin |
| GEBURTSDATUM     | 1962                                                       |